# Choerodon anchorago
Choerodon anchorago · Labre à nageoires jaunes, Maidague défense
Espèce
Statut de conservation UICN

 LC  : Préoccupation mineure
Choerodon anchorago, communément nommé Labre à nageoires jaunes ou Maidague défense, est une espèce de poisson marin de la famille des Labridae.
Le Labre à nageoires jaunes est présent dans les eaux tropicales de la région Indo-Pacifique.
Sa taille maximale est de 50 cm.

## Synonymes taxonomiques
- Chaerodon anchorago (Bloch, 1791)
- Chaerodon anchorago (Bloch, 1791)
- Choerodon weberi (Ogilby, 1911)
- Choerodon weberi (Ogilby, 1911)
- Choerops maeander (Cartier, 1874)
- Choerops maeander (Cartier, 1874)
- Choerops meleagris (Rüppell, 1852)
- Choerops meleagris (Rüppell, 1852)
- Cossyphus macrodon (Bleeker, 1849)
- Cossyphus macrodon (Bleeker, 1849)
- Crenilabrus leucozona (Bleeker, 1858)
- Crenilabrus leucozona (Bleeker, 1858)
- Labrus chlorodus (Gray, 1854)
- Labrus chlorodus (Gray, 1854)
- Labrus macrodontus (Lacepède, 1801)
- Labrus macrodontus (Lacepède, 1801)
- Sparus anchorago Bloch, 1791
- Sparus anchorago Bloch, 1791